# Janet Napolitano
Janet Napolitano (n. 29 noiembrie 1957, New York City, New York, SUA) este un om politic american, actualul Secretar al Securități Interne al Statelor Unite, în cabinetul Barack Obama. Înainte de aceasta, a fost guvernator al statului Arizona. Napolitano a fost inițial aleasă în 2002 și apoi realeasă în 2006. Este cea de-a treia femeie aleasă ca cea mai înaltă oficialitate a Arizonei și prima vreodată realeasă. În noiembrie 2005, săptămânalul TIME a numit-o unul din cei mai buni cinci guvernatori ai momentului din Statele Unite ale Americii.
În februarie 2006, TheWhiteHouseProject.org Arhivat în 25 septembrie 2008, la Wayback Machine.  a desemnat-o pe Janet Napolitano una din cele "8 din '08", ca una dintr-un grup de politiciene care ar putea candida cu succes și apoi să fie aleasă ca președinte în 2008.

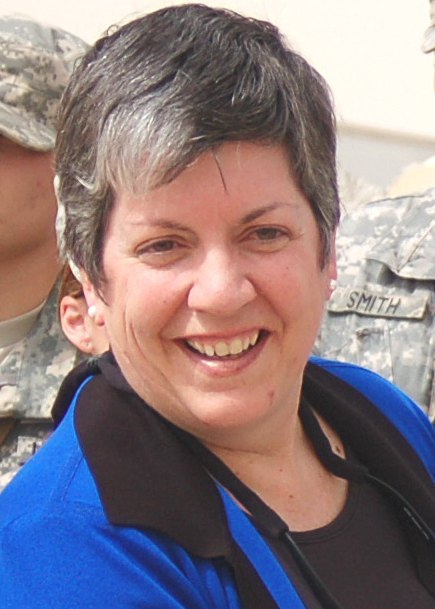
Janet Napolitano